# Melrose Bickerstaff
Melissa Rose Bickerstaff (Municipio de West Bloomfield, Míchigan; 6 de febrero de 1983), conocida profesionalmente como Melrose, es una modelo y diseñadora de modas estadounidense. Fue primera finalista del reality show America's Next Top Model en su séptimo ciclo.

## Vida cotidiana
Melrose nació en 1983 (tenía 23 años, cuando participó en ANTM), se crio en el Municipio de West Bloomfield, Míchigan, y se graduó en la Escuela Secundaria West Bloomfield en 2001. En la escuela secundaria formó parte de los grupos de teatro y el equipo de esquí. 
Melrose se graduó en The Art Institute of California - San Francisco con una licenciatura en diseño de modas. Durante el festival anual de diseño de modas estudiantli, en 2003, fue nombrada "la mejor del show" y "la más creativa". Antes de ingresar a America's Next Top Model, Bickerstaff trabajó como diseñadora de modas.

## Participación enAmerica's Next Top Model
Durante la serie, Melissa Rose cambió su nombre por Melrose, y le confesó a Tyra que el "issa" no lo necesitaba. Aunque Bickerstaff logró llegar a la final, tuvo muchas enemigas a lo largo de la temporada y fue una de las más detestadas, tal como lo señaló E! en una edición especial. Monique Calhoun fue su principal enemiga durante las tres primeras semanas (fecha en la que fue eliminada). Eugena Washington, por otro lado, fue su rival hasta la "season finale". Aunque Eugena ha desmentido esta supuesta rivalidad, alegando que ella y Melrose son amigas, la opinión pública aún cree lo contrario. La gran final de ciclo 7 fue protagonizada por Melrose, Eugena y CariDee English. Bickerstaff consiguió pasar al desfile final junto a CariDee, y aunque caminó mejor que su rival en la pasarela, no logró derrotar a la que sería la vencedora.

## Carrera después de ANTM
Al final de su paso por Top Model, Melrose anunció que trabajaría en el diseño de las ropas del personal de Lost, incluido el de Michelle Rodríguez, por parte de su incipiente agencia de modas, Ishkidada. En el siguiente mes, E! y TMZ.com iniciaron unos rumores acerca de una supuesta relación amorosa entre Melrose y actor Jeremy Piven. Tales rumores fueron más adelante desmentidos. En febrero de 2007, Melrose participó como modelo invitada en el desfile de Malan Breton en el New York Fashion Week. En abril de 2007, asimismo, apareció en el New York's Tartan Week, junto a Ivanka Trump y Marcus Schenkenberg. Antes de firmar por Bleu Model Management y L.A. Models, Bickerstaff firmó por Storm Model Management, a fines de 2007, la misma agencia que administra a supermodelos como Cindy Crawford, Kate Moss, y Alek Wek. Melrose también ha hecho anuncios para Scoop NYC, Jack Rabbit Belts, y Beau Soleil Fall 2007 Collection. Asimismo, ha desfilado en el London Fashion Week Fall/Winter 2008 para la diseñadora Aminika Wilmot. en 2009 se introdujo el "Maccabiah Newscast" sobre, las noticias sobre los Juegos Macabeos con Ben Kaplan.